# ليزا سميت
ليزا سميت (بالفرنسية: Lisa Smit)‏ (و. 1993 – م) هي ممثلة هولندية، ولدت في أمستردام.

## وصلات خارجية
- ليزا سميت على موقع IMDb (الإنجليزية)
- ليزا سميت على موقع ألو سيني (الفرنسية)
- ليزا سميت على موقع أول موفي (الإنجليزية)
- ليزا سميت على موقع قاعدة بيانات الفيلم (الإنجليزية)
- ليزا سميت على موقع كينوبويسك (الروسية)